# Jiri Dvoracek
Jiri Dvoracek (født 8. juni 1928 i Vamberk, Tjekkoslovakiet, død 22. marts 2000) var en tjekkisk komponist, organist, professor og lærer.
Dvoracek studerede orgel på Musikkonservatoriet i Prag, og senere komposition på Akademiet for Kunst og Musik hos Jaroslav Ridky og Vaclav Dobias. Han blev senere leder, professor og lærer i komposition på samme skole. Dvoracek har skrevet to symfonier, orkesterværker, kammermusik, en opera, koncertmusik, vokalmusik, en sinfonietta etc. Han underviste også i orgel som privatlærer.

## Udvalgte værker
- Symfoni nr. 1 (1953) - for orkester
- Symfoni nr. 2 (1985) - for orkester
- Sinfonietta "4 Episoder" (1970) - for orkester
- 2 orgelkoncerter (?) - for orgel og orkester